# John F. Kennedy Boulevard
Para la avenida con el mismo nombre en Managua véase: Boulevard John F. Kennedy. 
John F. Kennedy Boulevard, más conocido como Kennedy Boulevard, es un corredor de sentido este-oeste en Tampa, Florida. En ella se encuentra la Carretera Estatal 60, designada en toda su ruta.
Algunos lugares de interés a lo largo del bulevar se encuentra WestShore Plaza, International Plaza and Bay Street, Aeropuerto Internacional de Tampa vía el Veterans Expressway, la Universidad de Tampa, Downtown Tampa, y el Puerto de Tampa. 
Anteriormente la calle era conocida como Lafayette Street y luego como Grand Central Ave. al oeste del área central de la Ciudad de Tampa durante principios de los años 1800s y 1990s. Durante ese tiempo, sólo era una calle de dos carriles. En el extremo oriente del bulevar se encuentra Channelside Drive. En el extremo occidental justo sobre la Avenida Howard, hasta terminar en Memorial Highway.